# Sébastien Boisseau

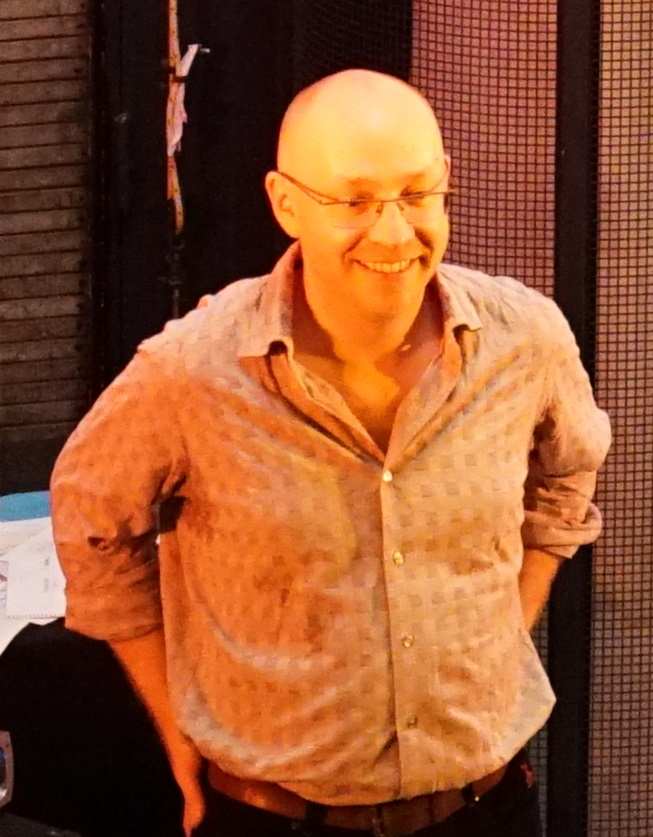
Sébastien Boisseau (2015)

Sébastien Boisseau (* 1974 in Lille) ein französischer Bassist des Creative Jazz.

## Leben und Wirken
Boisseau hatte eine klassische Kontrabass-Ausbildung am Konservatorium in Dreux; mit zwölf Jahren spielte er seine ersten Konzerte und beschäftigte sich bald auch mit Jazz. 1991 studierte er zunächst am Conservatoire National in Tours, um dann ein musikwissenschaftliches Studium an der Universität Tours zu absolvieren. Auch besuchte er Workshops bei J. F. Jenny-Clark, Riccardo Del Fra, Kenny Wheeler, Lee Konitz und Marc Johnson. Ab 1996 unterrichtete er in der Musikschule Jazz à Tours. 2001 wurde ihm das jazzpädagogische Lehrer-Diplom D.E. de jazz verliehen. Boisseau, der seit den 1990er Jahren in der französischen Jazzszene aktiv ist, spielte seitdem mit Musikern wie François Jeanneau, Stéphan Oliva, Martial Solal, Franco Ambrosetti, Louis Sclavis oder Michel Portal. 2000 war er mit Alban Darche und Jean-Louis Pommier Gründer des Musikerkollektivs Yolk in Nantes, das 2019 den Victoire du Jazz als „Label des Jahres“ erhielt; die drei Musiker treten auch als Yolk Trio auf (Clover, 2020).
Gábor Gadó holte ihn in sein französisches Quartett mit Matthieu Donarier und Joe Quitzke. Er begleitete Daniel Humair auf den Alben Apres l'orage (2003) und Baby Boom II (2008). Hans Lüdemann, mit dem er gelegentlich (2012 auf dem Festival Vive le jazz im Rheinland) im Duo spielt, wählte ihn für sein Trio Rooms. Seit 2004 gehört er zum Quartett von  Eric Watson und Christof Lauer. 2010 trat er im Duo mit Laia Genc im Kölner Loft auf; auch ist er an ihrem Album Polyfangastronosia (2009) beteiligt.

## Diskographische Hinweise
- Kálmán Oláh, Kristóf Bacsó, Sébastien Boisseau Fitting (BMC 2005)
- Alban Darche / Gábor Gadó / Sébastien Boisseau: Budapest Concerts (2009)
- Christophe Marguet / Joachim Kühn / Christophe Monniot / Sébastien Boisseau: Émotions Homogènes (2009)
- Hans Lüdemann / Sébastien Boisseau / Dejan Terzic: Rooms (BMC 2010)
- Sylvain Rifflet & Jim Black & Sébastien Boisseau & Jon Irabagon: Rebellion(s) (BMC 2020)
- Alban Darche & Le Gros Cube: Le Gros Cube #2 (2021)
- Orchestra Nazionale della Luna: Selene’s View (2024)